# کارل پاتریک لاوک
کارل پاتریک لاوک (استونیایی: Karl Patrick Lauk؛ زادهٔ ۹ ژانویهٔ ۱۹۹۷) دوچرخه‌سوار اهل استونی است.
وی سابقه عضویت در تیم آستانه و فورتونئو–سامسیک را دارد.